# Mathias Albrecht Lotter
Mathias Albrecht Lotter (Augusta, 1741 – 1810) è stato un incisore e cartografo tedesco, discendente da una famiglia di incisori e disegnatori.